# マドレデウス
マドレデウス (Madredeus) は、1985年にポルトガル・リスボンで結成され活動中のバンド。ファドの影響を色濃く受けているが、その音楽性はファドの範疇に留まらず、ポルトガルの伝統音楽、ボサノヴァ、クラシック、ポピュラーミュージックなどの要素をミックスさせた楽曲を多く発表している。
バンド名は、彼らが初期に活動拠点としていたリスボン東部の地区「Madre de Deus」（「神の母」の意）に由来する。なお、ポルトガル語での本来の発音は [maðɾɨˈðewʃ] であり、カナ表記では「マドレデウシュ」とするのが近いが、日本では「マドレデウス」の表記でCDが発売されている。1993年・1994年・1996年・1998年・2001年・2006年と、これまでに6回にわたって日本公演を実施している。

## 歴史
ポルトガルで人気を誇っていたバンド「エロイス・ド・マール」(Heróis do Mar) のベーシスト、ペドロ・アイレス・マガリャンエスと、「セティマ・レジアン」(Sétima Legião) のベーシスト、ロドリーゴ・レアンの2人が、それまでのポルトガル・ポップスとは違ったタイプの音楽を目指し、1985年にバンドを結成。アコースティック・ギター2本のための曲を書き、演奏するようになった。後にセティマ・レジアンのアコーディオン奏者ガブリエル・ゴメスが、さらに翌1986年にはマガリャンエスの友人で当時音楽大学の学生だった、チェロ奏者フランシスコ・リベイロがこれに加わった。
一方で、肝心のヴォーカリストはなかなか現れず、数々のオーディションでもこれはという人材は見つからないままであった。しかしある日、レアンとゴメスが訪れたリスボンのナイトクラブで、ファドを歌っていたテレーザ・サルゲイロと出会った。サルゲイロの声を気に入った彼らは彼女にバンドに加わるよう求め、サルゲイロも了承した。これによってメンバーが揃い、本格的な活動を開始した。
1枚目のアルバムとなる『マドレデウスの日々』(Os dias da Madredeus) は、当時彼らが練習で使っていた修道院の建物を使い、少数の関係者を前にしたライブ形式で録音された。この修道院のすぐ脇をリスボンの市電が走っており、数分おきに通る列車の音によって何度も中断されながらのレコーディングであった。このアルバム発売前に、セティマ・レジアンのライブでの前座という形で、初めてのコンサートをポルトとリスボンで実施し、好評をもって迎えられた。これが功を奏し、アルバム『マドレデウスの日々』は発表後すぐにポルトガル国内で話題となった。
ポルトガル国内で高まる人気に応えて各地でコンサートを開いていたバンドは、1990年に2作目となるアルバム『海と旋律』(Existir) を発表。収録曲「海と旋律」("O Pastor") が、ホンダ・アコードのCM曲に使用され、日本での知名度が高まった。
1992年から1993年にかけては、ベルギー・フランス・スペイン・スイスなど国外でのコンサートも積極的に実施し、各国でのファンを増やしていった。1993年には日本でも初の公演を開催した。やがて、彼らの音楽に惚れ込んだドイツの映画監督ヴィム・ヴェンダースが、映画への出演をバンドに要請。この企画は1995年に公開された作品『リスボン物語』となって結実した。彼らがサウンドトラックも手がけたこの映画によって、マドレデウスは国際的にその名前を知られるようになった。
この頃、マガリャンエスが別プロジェクトのため一時バンドを離れ、その代理としてギタリストのジョゼ・ペイショートが加入。マガリャンエス復帰後もそのままバンドに留まった。
1994年、レアンが本格的にソロ活動に転身するため脱退。カルロス・マリア・トリンダーデが代わりに加入した。続いて1997年にリベイロとゴメスが脱退、フェルナンド・ジューディセが代わりに加入。
2006年12月の東京公演（Bunkamuraオーチャードホール）を最後に、バンドの再編成を行うとしてしばらく活動を休止していたが、2007年11月末、ヴォーカルとしてマドレデウスの顔であったサルゲイロが、ソロ活動に専念するという理由で脱退を発表した。ただし、今後もマドレデウスの活動に協力はしていくと言明。同時期にペイショートとジューディセも脱退した。
残留したマガリャンエスとトリンダーデは、女性ヴォーカリスト2名を含む8名編成のバンド、ア・バンダ・コスミカ (A Banda Cósmica) との共同名義で、2008年から2010年までの間に3枚のアルバムを発表した後、2012年に新たなメンバーとして、ヴォーカルのベアトリス・ヌネスら4名を加入させた。これによりバンドは現在の体制になった。

## メンバー

### 現在のメンバー
- ペドロ・アイレス・マガリャンエス（Pedro Ayres Magalhães, クラシック・ギター、1985年 - ）
- カルロス・マリア・トリンダーデ（Carlos Maria Trindade, キーボード、1995年 - ）
- ベアトリス・ヌネス（Beatriz Nunes, ヴォーカル、2012年 - ）
- ジョルジェ・ヴァレッコーソ・ゴンサウヴェス（Jorge Varrecoso Gonçalves, ヴァイオリン、2012年 - ）
- アントニオ・フィゲイレード（António Figueiredo, ヴァイオリン、2012年 - ）
- ルイス・クローデ（Luís Clode, チェロ、2012年 - ）

### 過去に在籍したメンバー
- ロドリーゴ・レアン（Rodrigo Leão, キーボード、1985年 - 1994年）
- フランシスコ・リベイロ（Francisco Ribeiro, チェロ、1986年 - 1997年）
- ガブリエル・ゴメス（Gabriel Gomes, アコーディオン、1986年 - 1997年）
- テレーザ・サルゲイロ（Teresa Salgueiro, ヴォーカル、1987年 - 2007年）
- ジョゼ・ペイショート（José Peixoto, クラシック・ギター、1995年 - 2007年）
- フェルナンド・ジューディセ（Fernando Júdice, アコースティック・ベース、1997年 - 2007年）

## ディスコグラフィー
日本国内盤が発売されているものは日本語題を併記する。
- Os Dias da Madredeus（1987年）
- Existir 海と旋律（1990年）
- Lisboa ライヴ・イン・リスボン（リスボンでのライブ盤、1992年）
- O Espírito da Paz 陽光と静寂（1994年）
- Ainda アインダ（映画『リスボン物語』サウンドトラック、1995年）
- O Paraíso 風薫る彼方へ（1997年）
- O Porto たとえ何があっても… ライヴ・アット・オポルト（ポルトでのライブ盤、1998年）
- Antologia アンソロジー グレイテスト・ヒッツ（ベスト盤、2000年）
- Movimento ムーブメント（2001年）
- Palavras Cantadas（2001年）
- Euforia ユーフォリア（ライブ盤、2002年）フランドル放送管弦楽団と共演
- Electrónico エレクトロニコ（リミックス盤、2002年）
- Um Amor Infinito 無限の愛（2004年）
- Faluas do Tejo 美しき我が故郷（2005年）
- Mar（バレエ公演のDVD, 2006年）
- Metafonia（「Madredeus & A Banda Cósmica」名義、2008年）
- A Nova Aurora（同上、2009年）
- Castelos na Areia 砂の城（同上、2010年）
- Essência（2012年）
- Capricho Sentimental（2015年）